# Damjan Paulin
Damjan Paulin, agronom, kulturni in politični delavec, * 10. avgust 1943, Štandrež.

## Življenje in delo
Rodil se je v Štandrežu pri Gorici, oče je bil Leopold, delavec, mati Katarina (rojena Devetak), gospodinja. Obvezno šolanje je opravil v domači vasi, nato se je vpisal na slovensko gimnazijo in licej v Gorici, kjer je maturiral leta 1962. Na Univerzi v Padovi je leta 1967 doktoriral iz agronomije. Od leta 1969 do vpokojitve je bil zaposlen pri Deželni ustanovi Furlanije Julijske Krajine za razvoj kmetijstva (ERSA) v Gorici.
Damjan Paulin je že zelo zgodaj sodeloval pri najrazličnejših društvih in ustanovah. Med leti 1968-1970 je bil predsednik Slovenskega akademskega društva. V Alojzijevišču je spoznal monsignorja Franca Močnika, ki je učence vabil k sodelovanju pri dramskem odseku, tako je že od malih nog vzljubil gledališko dejavnost. Leta 1962 so v Štandrežu dogradili župnijsko dvorano in ustanovili odbor, ki bi dvorano upravljal, tako je nastalo Prosvetno društvo Štandrež, Damjan Paulin je bil prva leta tajnk, nato je postal predsednik društva.
Politično je Damjan Paulin že leta 1970 kandidiral s slovensko stranko SDZ - Slovensko demokratsko stranko in bil izvoljen v goriški občinski svet (imenovali so ga za odbornika za osebje do leta 1974), nato je kandidiral s stranko SSk - Slovenska skupnost (bil je med njenimi ustanovitelji) in bil izvoljen kot svetnik občine Gorica več mandatov zaporedoma. Pri stranki SSk je bil več let tajnik za Goriško in tudi član pokrajinskega in deželnega vodstva. Leta 2015 mu je vodstvo stranke SSk podelilo plaketo, na kateri je vgravirano: Slovenska skupnost izreka priznanje in zahvalo za nesebično in požrtvovalno štiridesetletno delo v korist narodnostnim pravicam Slovencev v Italiji. Član je bil paritetnega odbora za izvajanje zaščitnega zakona za Slovence v Italiji. Bil je tudi član Slovenske občinske konzulte v Gorici, od njenega nastanka leta 1974 dalje.
Leta 1976 je sodeloval na ustanovnem občnem zboru SSO - Sveta slovenskih organizacij in bil izvoljen za prvega predsednika ter v naslednjih mandatih do leta 1984. Nato je bil še več mandatov v izvršnem odboru zveze SSO. Od leta 1984 do leta 2004 je bil predsednik Zveze slovenske katoliške prosvete. Mnogo let je bil predsednik Goriške Mohorjeve družbe, zadruge, ki izdaja tednik Novi glas, mesečnik za otroke Pastirček in razne knjige ter publikacije. Več let je bil predsednik Katoliškega tiskovnega društva. Nekajkrat (1972, 2002 in 2010) je predaval na Študijskih dnevih Draga.
Damjan Paulin je zelo ploden publicist, saj objavlja mnoge članke in je izdal marsikatero publikacijo. Urejeval je Štandreški zvon, mesečno glasilo, ki ga je izdajalo od leta 1970 do leta 1974 PD Štandrež.
– Deset let dramske dejavnosti 1965-1975. (leta 1975), 
– Dvajset let dramske dejavnosti 1965-1985. (leta 1985), 
– Štandrež. Fotomonografija. (leta 1990), 
– Trideset let dramske dejavnosti 1965- 1995. (leta 1995), 
– Župnijska skupnost v Štandrežu skozi stoletja. (leta 1995), 
– Štandrež samostojna občina 1866 – 1927. (leta 1995), 
– Štandrež 1927 – 1947. Od fašizma do zavezniške vojaške uprave. (leta 1998), 
– Štandrež 1947 – 2000. (leta 2000), 
– Jeremitišče. Štandreški zaselek skozi srednji vek do danes. (leta 2001 ob 1000-letnici prve pisne omembe Gorice), 
– Štandreški duhovniki Andrej Marušič, Josip Kosovel, Jožef Žorž, gojitelji naših korenin. (leta 2002), 
– Za staro pravdo Jeremitišča. (leta 2003), 
– Štirideset let dramske dejavnosti. (leta 2005), 
– Žlahnost ljubiteljske kulture. Prosvetno društvo Štandrež 40 let uspešnega dela 1965-2005. (leta 2005), 
– Prosvetno društvo Štandrež. 50 let gledališke ustvarjalnosti 1965-2015. (leta 2015),
– Prosvetno društvo Štandrež. 50 let plodnega dela 1965-2015

Leta 2005 ga je predsednik Republike Slovenije dr. Janez Drnovšek odlikoval z Redom za zasluge, za doprinos pri ohranjanju slovenske kulture in utrjevanju slovenske nacionalne identitete na Goriškem.
Leta 2005 je prejel Tischlerjevo nagrado.
Leta 2014 so mu podelili Peterlinovo nagrado.
Leta 2020 je prejel priznanje Kazimir Humar